# Oleh Protasov
Oleh Protasov (født 4. februar 1964) er en tidligere ukrainsk fodboldspiller.

## Ukraines fodboldlandshold
| Sovjetunionens landshold | Sovjetunionens landshold | Sovjetunionens landshold |
| År                       | Kmp                      | Mål                      |
| ------------------------ | ------------------------ | ------------------------ |
| 1984                     | 5                        | 2                        |
| 1985                     | 12                       | 8                        |
| 1986                     | 3                        | 0                        |
| 1987                     | 9                        | 2                        |
| 1988                     | 18                       | 10                       |
| 1989                     | 8                        | 3                        |
| 1990                     | 11                       | 3                        |
| 1991                     | 2                        | 1                        |
| Total                    | 68                       | 29                       |

| Ukraines landshold | Ukraines landshold | Ukraines landshold |
| År                 | Kmp                | Mål                |
| ------------------ | ------------------ | ------------------ |
| 1994               | 1                  | 0                  |
| Total              | 1                  | 0                  |